# 田中資昭
田中 資昭（たなか としあき、1921年1月16日 - 没年不明）は、熊本県熊本市出身のプロ野球選手（遊撃手）。

## 来歴・人物
熊本工では、1936年の春の甲子園に遊撃手のレギュラーとして出場。チームメイトに川上哲治・吉原正喜らがいる。のち日本大学に進学し、満鉄倶楽部・全熊本・熊本鉄道局などでのプレーを経て、1947年に読売ジャイアンツに入団する。
巨人では国民リーグ・大塚アスレチックスに移った山田潔の後釜として開幕から九番遊撃手のレギュラーとなる。後半戦はしばしば二番を任され、打率.241を打って打撃成績27位に入るとともに、チームトップの20盗塁を記録した。しかし、翌1948年春の別府キャンプを経て、戦前に長らく正遊撃手を務めていたが、当時ノンプロの植良組に籍を置いていた白石敏男が巨人に復帰する。なおこれについては、遊撃手に不安を持っていた監督の三原脩が白石の復帰を画策して別府キャンプを仕組んだともいわれている。この年、田中は打率.286、打点18と白石（打率.219、打点15）を凌ぐ打撃成績を挙げるが、正遊撃手のポジションを奪われて出場機会が半減し、80試合の出場に留まった。
1949年には巨人復帰2年目の白石が遊撃手としてフル出場、さらに三塁手には新人の手塚明治が加わるなどして、田中の出場機会は激減し、わずか24試合の出場に終わる。こうした経緯もあって、同年オフに三原監督排斥騒動が発生すると多田文久三らとともに排斥派として活動し、三原が他球団への放出を画策している旨の噂を流して主軸打者の青田昇を排斥派に引き入れるなどしている。結果、三原は総監督に祭り上げられて水原茂が新監督となるが、田中は中島治康・平山菊二とともに新球団の大洋ホエールズへ移籍した。1950年大洋では荒木茂と交互に遊撃を守り、打率.281の好成績を挙げたものの、同年大洋を退団した。

## 詳細情報

### 年度別打撃成績
| 年 度     | 球 団     | 試 合 | 打 席 | 打 数 | 得 点 | 安 打 | 二 塁 打 | 三 塁 打 | 本 塁 打 | 塁 打 | 打 点 | 盗 塁 | 盗 塁 死 | 犠 打 | 犠 飛 | 四 球 | 敬 遠 | 死 球 | 三 振 | 併 殺 打 | 打 率 | 出 塁 率 | 長 打 率 | O P S |
| --------- | --------- | ----- | ----- | ----- | ----- | ----- | -------- | -------- | -------- | ----- | ----- | ----- | -------- | ----- | ----- | ----- | ----- | ----- | ----- | -------- | ----- | -------- | -------- | ----- |
| 1947      | 巨人      | 110   | 431   | 390   | 32    | 94    | 10       | 1        | 1        | 109   | 16    | 20    | 10       | 11    | --    | 30    | --    | 0     | 23    | --       | .241  | .295     | .279     | .575  |
| 1948      | 巨人      | 80    | 222   | 196   | 27    | 56    | 7        | 0        | 1        | 66    | 18    | 4     | 7        | 11    | --    | 14    | --    | 1     | 10    | --       | .286  | .336     | .337     | .673  |
| 1949      | 巨人      | 24    | 44    | 38    | 4     | 7     | 0        | 1        | 0        | 9     | 1     | 2     | 1        | 1     | --    | 5     | --    | 0     | 1     | --       | .184  | .279     | .237     | .516  |
| 1950      | 大洋      | 89    | 278   | 256   | 29    | 72    | 8        | 0        | 0        | 80    | 20    | 7     | 2        | 6     | --    | 16    | --    | 0     | 18    | 11       | .281  | .324     | .313     | .636  |
| 通算：4年 | 通算：4年 | 303   | 975   | 880   | 92    | 229   | 25       | 2        | 2        | 264   | 55    | 33    | 20       | 29    | --    | 65    | --    | 1     | 52    | 11       | .260  | .312     | .300     | .612  |

### 背番号
- 8 （1947年 - 1950年）[4]